# Турхан, Нарциз
На́рциз Ту́рхан (пол. Narcyz Turchan OFM, 19 сентября 1879, Величка, Малопольское воеводство — 19 марта 1942, Дахау, Бавария) — блаженный Римско-католической церкви, священник, монах из монашеского ордена францисканцев, мученик.

## Биография
8 сентября 1899 года Ян Турхан вступил в монашеский орден францисканцев. Новициат проводил под руководством о. Мельхиора Крычинского. 13 сентября 1900 года принял первые временные монашеские обеты, взяв себе имя Нарциз, после чего продолжил своё образование в Пшемысле, Кракове и Львове. 1 июня 1906 года Нарциз Турхан принял вечные монашеские обеты в кафедральном львовском соборе в присутствии епископа Иосифа Бильчевского.
В 1908—1912 годах Нарциз Турхан исполнял свои пастырские обязанности в различных монастырских церквях в городах Львова, Равы-Русской, Велички, Ярослава, Слопнице, Конина, Пилицы, Судовой Вишни и Пиньчува. В 1936 году Нарциз Турхан был назначен гвардианом в монастыре города Влоцлавек.
После оккупации Польши во время Второй мировой войны во Влоцлавке была закрыта местная церковь, арестован епископ и многие приходские священник, поэтому окормление верующих было поручено трём монахам из францисканского монастыря. 26 августа 1940 года был арестован Нарциз Турхан, а монастырь, в котором жили монахи, закрыт. Через некоторое время Нарциз Турхан был освобождён из заключения, однако, он решил не оставлять верующих, живших во Влоцлавке, без пастырского попечения и стал заниматься без разрешения оккупационных властей пастырской деятельностью.
30 октября 1941 года Нарциз Турхан был вновь арестован и отправлен в концентрационный лагерь Дахау, где погиб 19 марта 1942 года от болезни в госпитале.

## Прославление
13 июня 1999 года Нарциз Турхан был беатифицирован римским папой Иоанном Павлом II в группе 108 блаженных польских мучеников.
День памяти в Католической церкви — 12 июня.

## Источник
- Bogdan Brzuszek: Błogosławiony ojciec Narcyz Jan Turchan. Włocławek: Wydaw. Duszpasterstwa Rolników, 2001. ISBN 83-88743-23-6